# Panasonic Corporation
Panasonic Corporation (Japans: パナソニック株式会社; transliteratie: Panasonikku Kabushiki-gaisha), tot 1 oktober 2008 Matsushita Electric Industrial Co., Ltd., is een Japans elektronicaconglomeraat en tevens 's werelds grootste producent van elektronica. De producten worden vooral verkocht onder de merknaam Panasonic. Het hoofdkantoor staat in Kadoma in Japan. Per 31 maart 2022 telde het circa 240.000 medewerkers, waarvan het merendeel buiten Japan werkzaam is. Op 1 april 2022 werd de officiële bedrijfsnaam gewijzigd in Panasonic Holdings Corporation.

## Activiteiten
Het bedrijf heeft de activiteiten in vijf groepen verdeeld. Hieronder een overzicht met een aantal producten per groep:
- Lifestyle (45% van de omzet in 2022): witgoed, airconditioners, verwarming, verlichting, luchtreinigers en energiesystemen.
- Automotive (15%): dashboards en elektronische systemen voor personenwagens.
- Connect (13%): In-flightentertainment, PC's en notebooks en projectoren.
- Industry (15%): industriële motoren, sensoren en LCD schermen.
- Energy (11%): accu's en batterijen, waaronder lithium-ion-accus voor auto's.

In het gebroken boekjaar tot eind maart 2022 werd 43% van de omzet gerealiseerd in de Japanse thuismarkt. Andere belangrijke afzetmarkten zijn Noord-Amerika en de Volksrepubliek China. Europa is met 10% van de omzet de kleinste regio.
Per jaar geeft het bedrijf rond de 6% van de omzet uit aan R&D.

### Bekende merken
De belangrijkste handelsnamen van de Panasonic Corporation zijn:
- Panasonic - het wereldwijd gevoerde merk
- Sanyo Electric - sinds december 2008 een dochteronderneming en in 2010 helemaal overgenomen
- Technics - een merknaam van Panasonic

### Financiële informatie
In boekjaar 2005 heeft het bedrijf een omzet van US$ 81,4 miljard (¥ 8714 miljard) gedraaid en een operationele winst van US$ 2,9 miljard (¥ 308 miljard). De nettowinst bedroeg US$ 547 miljoen (¥ 58,5 miljard). Dit jaar was een goed jaar voor het concern, aangezien de omzet met 16% steeg en de winst met 58%, in een markt die veel last heeft van prijsdalingen en hevige concurrentie.
In 2010 nam het aantal medewerkers met ruim een kwart toe door de overname van Sanyo. De overname vond op 10 januari 2010 plaats, waardoor de bijdrage aan de omzet in dat boekjaar nog bescheiden was. Twee jaar later leed het bedrijf een fors verlies als een gevolg van de zware aardbeving die Japan trof in maart 2011, overstromingen in Thailand die de aanvoer de materialen hinderde en een appreciatie van de yen die Japanse producten in het buitenland duurder maakten. In 2013 bleven de resultaten slecht mede door extra afschrijvingen op goodwill en activa en een veel hogere belasting op het resultaat.
Hieronder een tabel met de belangrijkste financiële resultaten van Panasonic Corporation vanaf 2006. Het boekjaar eindigt per 31 maart en het jaar 2022 heeft betrekking op de periode 1 april 2020 tot en met 31 maart 2022.
| Jaar | Omzet | Bedrijfs- resultaat | Netto- resultaat | Werknemers (× 1000) |
| ---- | ----- | ------------------- | ---------------- | ------------------- |
| 2006 | 8894  | 414                 | 154              | 334                 |
| 2007 | 9108  | 460                 | 217              | 329                 |
| 2008 | 9069  | 519                 | 282              | 306                 |
| 2009 | 7766  | 73                  | –379             | 292                 |
| 2010 | 7418  | 190                 | –103             | 385                 |
| 2011 | 8693  | 305                 | 74               | 367                 |
| 2012 | 7846  | 44                  | –772             | 331                 |
| 2013 | 7303  | 161                 | –754             | 294                 |
| 2014 | 7737  | 305                 | 120              | 272                 |
| 2015 | 7715  | 382                 | 179              | 254                 |
| 2015 | 7754  | 416                 | 193              |                     |
| 2016 | 7726  | 230                 | 165              |                     |
| 2017 | 7343  | 277                 | 149              |                     |
| 2018 | 7982  | 381                 | 236              |                     |
| 2019 | 8003  | 411                 | 284              |                     |
| 2020 | 7490  | 294                 | 226              | 259                 |
| 2021 | 6700  | 259                 | 165              |                     |
| 2022 | 7389  | 358                 | 255              |                     |

## Geschiedenis
Het bedrijf is opgericht in 1918 door Konosuke Matsushita. De allereerste producten van het bedrijf waren lampen, die vanaf 1927 verkocht werden onder de handelsnaam National. In mei 1949 kreeg het bedrijf een beursnotering op de effectenbeurs van Tokio en in 1971 volgde een notering op de New York Stock Exchange. Medio 2013 werd de notering in New York na ruim 40 jaar beëindigd.
In 1952 werd Matsushita Electronic Corporation (MEC) opgericht en was het eerste samenwerkingsverband tussen Matsushita en Philips. MEC is leverancier van halfgeleiders, beeldbuizen en verlichtingsartikelen. Het resultaat van MEC stond begin negentiger jaren onder druk door overcapaciteit op het gebied van halfgeleiders. In 1993 verkocht Philips het 35% aandelenbelang in MEC aan Matsushita voor € 1,36 miljard (3 miljard gulden). MEC telde toen 22.000 werknemers en had vestigingen in Japan, Singapore, Maleisië en de Verenigde Staten.
In 1954 nam het een meerderheidsbelang in Victor Company of Japan Ltd. (JVC). In 2007 werden de eerste stappen gezet om JVC en Kenwood te laten fuseren. Het aandelenbelang van Panasonic in JVC daalde van 52% naar 37%. In 2011 verkocht Panasonic de laatste aandelen in JVC Kenwood.
Het bedrijf werd internationaal een grote elektronicaproducent met Philips, Sony, en Thomson als belangrijke concurrenten.
Matsushita nam in december 1990 Universal Studios over en betaalde hiervoor US$ 6 miljard. Concurrent Sony had het jaar ervoor Columbia Pictures overgenomen. De overname en samenwerking met de andere Matsushita onderdelen was geen succes en vijf jaar na de aankoop werd 80% van de aandelen verkocht aan Seagram. In 2006 verkocht Matsushita de laatste aandelen in Universal Studios.
In 2002 werd een joint venture met Toshiba opgericht voor de productie en verkoop van liquid-crystal displays (LCD). Toshiba werd met een belang van 60% de grootste aandeelhouder in Toshiba Matsushita Display Technology. In 2009 verkocht Panasonic het minderheidsbelang in de joint venture aan partner Toshiba.
Via Panasonic en JVC is het concern vertegenwoordigd in de Blu-ray Association, dat pleit voor het gebruik van de Blu-raydisk als opvolger van de dvd.
Medio 2010 deed Panasonic een bod op de resterende aandelen van Sanyo Electric en Panasonic Electric Works die het nog niet in handen had. De biedingen hadden een totale waarde van US$ 9,4 miljard en werd betaald in geld en aandelen Panasonic. Panasonic had al een aandelenbelang van 51% in Panasonic Electric Works, en nam in 2009 een belang van 50% in Sanyo om toegang te krijgen tot de technologie van oplaadbare batterijen voor elektronica en automobielen. Het past in de strategie van het bedrijf om activiteiten met een lage marge te verruilen voor zonnecellen, accu’s en andere energie gerelateerde activiteiten met betere afzetmogelijkheden. De overnames zijn in april 2011 afgerond.
In januari 2010 kondigden Tesla en Panasonic een samenwerking voor de ontwikkeling van lithium-ion-batterijen voor elektrische voertuigen aan. Het kocht 1,4 miljoen aandelen Tesla voor US$ 21,15 per stuk of US$ 30 miljoen in totaal. Panasonic investeerde toen al fors in onderzoek en productie van dergelijke batterijen en presenteerde in april dat jaar de eerste cellen aan Tesla. Panasonic zal batterijen leveren voor 80.000 voertuigen in de komende vier jaren. In juni 2021 verkocht het bedrijf het totale aandelenbelang in Tesla voor US$ 3,6 miljard.
In 2020 verkocht Panasonic de laatste activiteiten op het gebied van halfgeleiders. In 1957 begon het bedrijf met de productie hiervan, maar in 2014 verkocht het 51% van de aandelen in de productiefaciliteiten aan TowerJazz en UTAC nam de assemblage en testfaciliteiten over. Nuvoton Technology, een onderdeel van Winbond Electronics, heeft de laatste onderdelen opgekocht voor US$ 250 miljoen. Het enige belang dat Panasonic nog heeft in deze sector is een aandelenbelang van 20% in Socionext.
In september 2021 deed Panasonic de op een na grootste acquisitie ooit, na Sanyo. Het kocht 80% van de aandelen in Blue Yonder, het voormalige  JDA Software Inc., voor US$ 5,6 miljard, in juli 2020 had het al een belang van 20% gekocht. Na de overname blijft de Blue Yonder naam in gebruik en wordt het een onderdeel van de divisie Connect. Blue Yonder levert kunstmatige intelligentie en machinaal leren oplossingen voor de logistiek van bedrijven. In 2022 behaalde het een omzet van US$ 1,2 miljard met zo'n 6000 medewerkers.

## Trivia
- In het Japans betekent de naam Matsushita "onder de dennenboom".